# Codici ICAO E

## EB - Belgio
- EBAM Aeroporto civile, Amougies
- EBAW (Codice IATA = ANR) Aeroporto di Anversa-Deurne
- EBBE Air Base, Beauvechain
- EBBL Aeroporto Brogel, Kleine
- EBBR (Codice IATA = BRU) Aeroporto di Bruxelles-Zaventem
- EBBT Army Air Base, Brasschaat
- EBBX Air Base, Bertrix
- EBCH Casteau Helipad
- EBCI (Codice IATA = CRL) Aeroporto di Charleroi-Bruxelles Sud, Charleroi
- EBCV Air Base, Chievres
- EBDT Aeroporto civile, Schaffen
- EBFN Air Base, Koksijde
- EBFS Air Base, Florennes
- EBGB Aeroporto Grimbergen, Bruxelles
- EBGG Aeroporto civile, Overboelarge Geraardsbergen
- EBGL Air Base, Glons
- EBGT (Codice IATA = GNE) Aeroporto Industrie-Zone, Gand
- EBHN Aeroporto civile, Hoevenen
- EBKH Aeroporto di Balen-Keiheuvel
- EBKT Aeroporto di Courtrai-Wevelgem
- EBLB Aeroporto Butgenbach Air Base, Elsenborn
- EBLE Aeroporto civile, Leopoldsburg Beverlo
- EBLG (Codice IATA = LGG) Aeroporto di Liegi-Bierset, Liegi
- EBLH Heli, Liegi
- EBMB Air Base, Melsbroek Bruxelles
- EBMI Air Base, Bruxelles
- EBMO Aeroporto civile, Moorsele
- EBMT Air Base, Munte
- EBNM Aeroporto di Suarlée, Namur
- EBOS (Codice IATA = OST) Aeroporto di Ostenda
- EBSG Aeroporto civile, Saint Ghislain
- EBSH Aeroporto civile, Saint Hubert
- EBSL Air Base, Zutendaal
- EBSP Aeroporto di Spa-La Sauvenière
- EBST Air Base, Sint-Truiden
- EBSU Air Base, Saint Hubert
- EBSZ Air Base, Semmerzake
- EBTN Air Base, Goetsenhoven
- EBTX Aeroporto civile, Theux-Verviers
- EBTY Aeroporto di Maubray, Tournay / (tournus-Cuisery ?)
- EBUL Air Base, Ursel
- EBWE Air Base, Weelde
- EBZH Aeroporto civile, Hasselt
- EBZR Air Base, Zoersel
- EBZW Campo di volo di Zwartberg, Genk

## ED - Germania
- EDAB Aeroporto civile, Bautzen
- EDAC Aeroporto Wallburg, Altenburg-Nobitz
- EDAD Aeroporto civile, Dessau
- EDAE Aeroporto civile, Eisenhüttenstadt
- EDAF Aeroporto Rhein-Main Air Force Base, Francoforte sul Meno
- EDAG Aeroporto civile, Großrückerswalde
- EDAH (Codice IATA = HDF) Aeroporto civile, Heringsdorf
- EDAI Aeroporto civile, Segeletz
- EDAJ Aeroporto Leumitz, Gera
- EDAK Aeroporto civile, Großenhain
- EDAL Aeroporto civile, Fürstwalde
- EDAM Aeroporto civile, Merseburg
- EDAN Aeroporto Glewe, Neustadt-Glewe
- EDAO Aeroporto civile, Nordhausen
- EDAP Aeroporto civile, Neuhausen
- EDAQ Aeroporto Oppin, Halle (Saale)
- EDAR Aeroporto Pratzschwitz, Pirna
- EDAS Aeroporto civile, Finsterwalde
- EDAT Aeroporto civile, Nardt
- EDAU Aeroporto Göhlis, Riesa
- EDAV Aeroporto civile, Finow
- EDAW Aeroporto civile, Roitzschjora
- EDAX Aeroporto Laerz Mueritzflugplatz, Rechlin
- EDAY Aeroporto civile, Strausberg
- EDAZ Aeroporto civile, Schönhagen
- EDBA Aeroporto Wülfershausen, Alkersleben
- EDBB ACC/FIC, Berlino
- EDBC Aeroporto Schneidlingen, Cochstedt
- EDBD Aeroporto civile, Dedelow
- EDBE Aeroporto civile, Brandenburg Muhlenfeld
- EDBF Aeroporto civile, Fehrbellin
- EDBG Aeroporto civile, Burg Feuerstein
- EDBH (Codice IATA = BBH) Aeroporto civile, Barth
- EDBI Aeroporto civile, Zwickau
- EDBJ Aeroporto Schoengleina, Jena
- EDBK Aeroporto civile, Kyritz
- EDBL Aeroporto civile, Laucha
- EDBM Aeroporto civile, Magdeburgo
- EDBN Aeroporto civile, Neubrandenburg
- EDBO Aeroporto civile, Oehna
- EDBP Aeroporto Pinnow, Schwerin
- EDBQ Aeroporto civile, Bronkow
- EDBR Aeroporto Oberlausitz, Rothenburg/Oberlausitz
- EDBS Aeroporto Dermsdorf, Sömmerda
- EDBT Aeroporto civile, Allstedt
- EDBU Aeroporto civile, Pritzwalk Sommersburg
- EDBV Aeroporto civile, Stralsund
- EDBW Aeroporto civile, Werneuchen
- EDBX Aeroporto civile, Görlitz
- EDBY Aeroporto civile, Schmoldow
- EDBZ Aeroporto civile, Schwarzheide Schipkau
- EDCA Aeroporto civile, Anklam
- EDCB Aeroporto civile, Ballenstedt
- EDCD Aeroporto Drewitz, Cottbus
- EDCE Aeroporto Muencheberg, Eggersdorf
- EDCF Aeroporto civile, Friedersdorf
- EDCG (Codice IATA = GTI) Aeroporto Rügen / Reuteberg, Güttin
- EDCH Aeroporto civile, Sprossen
- EDCI Aeroporto civile, Klix
- EDCJ Aeroporto Jahnsdorf, Chemnitz
- EDCK Aeroporto civile, Koethen / Köthen / Kuethen
- EDCL Aeroporto civile, Klietz Scharlibbe
- EDCM Aeroporto civile, Kamenz
- EDCN Aeroporto civile, Nauen
- EDCO Aeroporto civile, Obermehler Schotheim
- EDCP Aeroporto civile, Peenemünde
- EDCQ Aeroporto civile, Aschersleben
- EDCR Aeroporto Zweedorf, Rerik
- EDCS Aeroporto civile, Saarmund
- EDCT Aeroporto civile, Taucha
- EDCU Aeroporto civile, Güstrow
- EDCV Aeroporto Fransfelde, Pasewalk
- EDCW Aeroporto Mueggenburg, Wismar
- EDCX Aeroporto civile, Purkshof
- EDCY Aeroporto civile, Welzow
- EDDB (Codice IATA = SXF) Aeroporto di Berlino-Schönefeld
- EDDC (Codice IATA = DRS) Aeroporto di Dresda
- EDDD AFTN International Com Center, Francoforte sul Meno
- EDDE (Codice IATA = ERF) Aeroporto di Erfurt-Bindersleben
- EDDF (Codice IATA = FRA) Aeroporto di Francoforte sul Meno, Francoforte sul Meno
- EDDG (Codice IATA = FMO) Aeroporto di Münster-Osnabrück, Münster / Osnabrück
- EDDH (Codice IATA = HAM) Aeroporto di Amburgo-Fuhlsbüttel
- EDDI (Codice IATA = THF) Aeroporto di Berlino-Tempelhof
- EDDK (Codice IATA = CGN) Aeroporto di Colonia-Bonn, Colonia
- EDDL (Codice IATA = DUS) Aeroporto di Düsseldorf
- EDDM Aeroporto Riem, Monaco di Baviera
- EDDN (Codice IATA = NUE) Aeroporto civile, Norimberga
- EDDP (Codice IATA = LEJ) Aeroporto di Lipsia-Halle, Lipsia / Halle
- EDDR (Codice IATA = SCN) Aeroporto di Saarbrücken
- EDDS (Codice IATA = STR) Aeroporto di Stoccarda
- EDDT (Codice IATA = TXL) Aeroporto di Berlino-Tegel
- EDDV (Codice IATA = HAJ) Aeroporto di Hannover
- EDDW (Codice IATA = BRE) Aeroporto di Brema, Brema
- EDDZ Notam Office, Francoforte sul Meno
- EDEB Aeroporto civile, Bad Langensalza
- EDEG Aeroporto civile, Gotha Ost
- EDEH Aeroporto civile, Herrenteich
- EDEL Aeroporto civile, Langenlonsheim
- EDEM Aeroporto civile, Mosenberg
- EDEN Aeroporto di Bad Mergentheim, Niedersteten
- EDEQ Aeroporto civile, Muehlhausen
- EDEW Aeroporto civile, Wallduern / Walldürn
- EDFA Aeroporto Taunus, Anspach
- EDFB Aeroporto civile, Reichelsheim
- EDFC Aeroporto Grossostheim, Aschaffenburg
- EDFD Aeroporto Saale-Grasberg, Bad Neustadt
- EDFE Aeroporto civile, Egelsbach
- EDFF ACC/FIC, Francoforte sul Meno
- EDFG Aeroporto civile, Gelnhausen
- EDFH (Codice IATA = HHN) Aeroporto di Francoforte-Hahn, Hahn
- EDFI Aeroporto civile, Hirzenhain
- EDFJ Aeroporto Hammelburg, Lager
- EDFK Aeroporto civile, Bad Kissingen
- EDFL Aeroporto Luetzelinden, Gießen
- EDFM Aeroporto Neuostheim, Mannheim
- EDFN Aeroporto Schoenstadt, Marburgo
- EDFO Aeroporto Odenwald, Michelstadt
- EDFP Aeroporto civile, Ober-Moerlen
- EDFQ Aeroporto Eder, Allendorf
- EDFR Aeroporto Zepfenhahn ODT, Rothenburg
- EDFS Aeroporto Süd, Schweinfurt
- EDFT Aeroporto civile, Lauterbach (Assia)
- EDFU Aeroporto civile, Mainbullau
- EDFV Aeroporto civile, Worms
- EDFW Aeroporto Schenkenturm, Würzburg
- EDFX Aeroporto civile, Hockenheim
- EDFY Aeroporto civile, Elz
- EDFZ Aeroporto Finthen, Magonza
- EDGA Aeroporto civile, Ailertchen
- EDGB Aeroporto Dillkreis, Breitscheid
- EDGE Aeroporto Kindel, Eisenach
- EDGF Aeroporto Jossa / Josa, Fulda
- EDGH Aeroporto civile, Hettstadt
- EDGI Aeroporto Bühlhof, Ingelfingen
- EDGJ Aeroporto civile, Ochsenfurt
- EDGK Aeroporto civile, Korbach
- EDGL Hospital Heliport, Ludwigshafen
- EDGM Aeroporto Lohrbach, Moosbach
- EDGN Aeroporto civile, Nordenbeck
- EDGO Eliporto, Oedheim
- EDGP Aeroporto civile, Oppenheim
- EDGQ Aeroporto civile, Schameder
- EDGR Aeroporto Reiskirchen, Gießen
- EDGS Aeroporto civile, Siegerland
- EDGT Aeroporto civile, Bottenhorn
- EDGU Aeroporto civile, Unterschuepf
- EDGW Aeroporto Graner Berg, Wolfhagen
- EDGX Aeroporto civile, Walldorf
- EDGZ Aeroporto civile, Weinheim / Bergstrasse
- EDHB Aeroporto civile, Grube
- EDHC Aeroporto Rehbeck, Luechow
- EDHE Aeroporto civile, Uetersen
- EDHG Aeroporto civile, Luenenburg
- EDHI (Codice IATA = XFW) Aeroporto Finkenwerder Airbus Plant, Amburgo
- EDHJ Aeroporto Hungriger Wolf, Itzehoe
- EDHK (Codice IATA = KEL) Aeroporto di Kiel-Holtenau
- EDHL (Codice IATA = LBC) Aeroporto di Lubecca-Blankensee
- EDHM Aeroporto civile, Hartenholm
- EDHN (Codice IATA = EUM) Aeroporto civile, Neumünster
- EDHO Aeroporto civile, Ahrenlohe
- EDHS Aeroporto civile, Stade
- EDHU Aeroporto civile, Lauenbrueck
- EDHW Aeroporto civile, Wahlstedt
- EDHX Eliporto, Bad Bramstedt
- EDII Aeroporto Flak-Kaserne Heliport, Augusta
- EDKA Aeroporto di Aquisgrana-Merzbrück, Würselen e Aquisgrana
- EDKB (Codice IATA = BNJ) Aeroporto Hangelar Main Rail Station Wahn, Bonn
- EDKD Aeroporto Hegenscheid, Altena
- EDKF Aeroporto auf dem Duempel, Bergneustadt
- EDKH Aeroporto civile, Huensborn
- EDKI Aeroporto Kirchen, Betzdorf
- EDKL Aeroporto civile, Leverkusen
- EDKM Aeroporto Schueren, Meschede
- EDKN Aeroporto Neye, Wipperfürth
- EDKO Aeroporto Hochsauerland, Brilon
- EDKP Aeroporto Hueinghausen, Plettenberg
- EDKR Aeroporto Rennefeld, Schmallenberg
- EDKU Aeroporto Finnentrop, Attendorn
- EDKV Aeroporto civile, Dahlemer Binz
- EDKW Aeroporto Kuentrop, Werdohl
- EDKZ Aeroporto civile, Meinerzhagen
- EDLA Aeroporto civile, Arnsberg
- EDLB Aeroporto civile, Borkenberge
- EDLC Aeroporto Lintfort, Kamp
- EDLD Aeroporto Schwarze Heide, Dinslaken
- EDLE Aeroporto Muelheim, Essen
- EDLF Aeroporto Niershorst, Grefrath
- EDLH Aeroporto Lippewiesen, Hamm
- EDLI (Codice IATA = BFE) Aeroporto Windelsbleiche, Bielefeld
- EDLK Aeroporto Egelsberg, Krefeld
- EDLL ACC/FIC, Düsseldorf
- EDLM Aeroporto Loemuehle, Marl
- EDLN (Codice IATA = MGL) Aeroporto di Mönchengladbach
- EDLO Aeroporto civile, Oerlinghausen
- EDLP (Codice IATA = PAD) Aeroporto di Paderborn-Lippstadt, Lippstadt e Paderborn (Büren)
- EDLR Aeroporto Haxterberg, Paderborn
- EDLS Aeroporto Wenningfeld, Stadtlohn
- EDLT Aeroporto Telgte, Münster
- EDLW (Codice IATA = DTM) Aeroporto di Dortmund
- EDLX Aeroporto Romerwardt, Wesel
- EDLY Aeroporto Hoxfeld, Borken
- EDLZ Aeroporto Bad Sassendorf, Soest
- EDMA (Codice IATA = AGB) Aeroporto di Augusta
- EDMB Aeroporto A.D. Riss, Biberach an der Riß
- EDMC Aeroporto civile, Blaubeuren
- EDMD Aeroporto Grobenried, Dachau
- EDME Aeroporto civile, Eggenfelden
- EDMF Aeroporto Passau, Fuerstenzell
- EDMG Aeroporto Donauried, Guenzburg
- EDMH Aeroporto Reutberg, Gunzenhausen
- EDMI Aeroporto civile, Illertissen
- EDMJ Aeroporto civile, Jesenwang
- EDMK Aeroporto Durach, Kempten
- EDML Aeroporto civile, Landshut
- EDMM (Codice IATA = MUC) Aeroporto di Monaco di Baviera
- EDMN Aeroporto Mattsies, Mindelheim
- EDMO (Codice IATA = OBF) Aeroporto Dornier/DLR, Oberpfaffenhofen
- EDMP Aeroporto civile, Vilsbiburg
- EDMQ Aeroporto Genderkingen, Donauwörth
- EDMR Ottobrunn Heliport, Monaco di Baviera
- EDMS (Codice IATA = RBM) Aeroporto Wallmühle, Straubing
- EDMT Aeroporto civile, Tannheim
- EDMU Aeroporto civile, Gundelfingen an der Donau
- EDMV Aeroporto civile, Vilshofen
- EDMW Aeroporto Steinkirchen, Deggendorf
- EDMX Eliporto, Oberschleißheim
- EDMY Aeroporto civile, Muehldorf
- EDNA Aeroporto Waldkraiburg, Ampfing
- EDNB Aeroporto civile, Arnbruck
- EDNC Aeroporto civile, Beilingries
- EDND Aeroporto Sinnbronn, Dinkelsbuehl
- EDNE Aeroporto civile, Erbach
- EDNF Aeroporto civile, Elsenthal Grafenau
- EDNG Aeroporto Brenz, Giengen
- EDNH Aeroporto Nord, Bad Woerishofen
- EDNJ Aeroporto Egweil, Neuburg
- EDNK Aeroporto civile, Kirchdorf / Inn
- EDNL Aeroporto Unterzeil, Leutkirch
- EDNM Aeroporto Bruck, Nittenau
- EDNO Aeroporto civile, Noerdlingen
- EDNP Aeroporto civile, Pfarrkirchen
- EDNQ Aeroporto civile, Bopfingen
- EDNR Aeroporto Oberhub, Ratisbona
- EDNS Aeroporto civile, Schwabmuenchen
- EDNT Aeroporto Bubenheim, Treuchtlingen
- EDNU Aeroporto civile, Thannhausen
- EDNV Aeroporto civile, Vogtareuth
- EDNW Aeroporto civile, Weißenhorn
- EDNX Aeroporto civile, Oberschleißheim
- EDNY (Codice IATA = FDH) Aeroporto di Friedrichshafen
- EDOA Aeroporto civile, Auerbach/Vogtl.
- EDOB Aeroporto civile, Bad Berka
- EDOC Aeroporto civile, Gardelegen
- EDOD Aeroporto civile, Reinsdorf
- EDOE Aeroporto civile, Böhlen
- EDOF Aeroporto civile, Bad Rankenhausen
- EDOG Aeroporto civile, Gransee
- EDOI Aeroporto civile, Bienenfarm
- EDOJ Aeroporto civile, Luesse
- EDOK Aeroporto Groschwitz, Ruolfstadt
- EDOL Aeroporto civile, Oschersleben
- EDOM Aeroporto civile, Klein Muhlingen
- EDON Aeroporto civile, Wriezen
- EDOP Aeroporto Mecklenburg, Parchim
- EDOQ Aeroporto civile, Oschatz
- EDOR Aeroporto Laage, Rostock
- EDOS Aeroporto civile, Penewitz
- EDOT Aeroporto Obergrouchlitz, Greiz
- EDOU Aeroporto Umpferstedt, Weimar
- EDOV Aeroporto Borstel, Stendal
- EDOW Aeroporto Vielist, Waren
- EDOX Aeroporto civile, Renneritz
- EDOY Aeroporto civile, Blumberg Rehhan
- EDOZ Aeroporto Zackmuende, Schoenbeck
- EDPA Aeroporto Elchingen, Aalen-Heidenheim
- EDPB Aeroporto civile, Bad Ditzenbach
- EDPD Aeroporto civile, Dingolfing
- EDPE Aeroporto civile, Eichstaett
- EDPF Aeroporto civile, Schwandorf
- EDPG Aeroporto civile, Griesau
- EDPH Aeroporto Heidenberg, Schwabach
- EDPI Aeroporto civile, Ingolstadt
- EDPJ Aeroporto civile, Laichingen
- EDPK Aeroporto Auf der Krippe, Seebruck am Chiemsee
- EDPM Aeroporto Messelburg, Donzdorf
- EDPN (Codice IATA = MIG) Aeroporto Neubieberg, Munich Neubiberg
- EDPO Aeroporto Oberpfalz, Neumarkt in der Oberpfalz
- EDPQ Aeroporto Oberpfalz, Schmidgaden
- EDPS Aeroporto civile, Sonnen
- EDPT Aeroporto civile, Gerstetten
- EDPW Aeroporto civile, Thalmassing Waizenhofen
- EDPY Aeroporto civile, Ellwangen
- EDQB Aeroporto civile, Bad Windsheim
- EDQC Aeroporto Brandensteinsebene, Coburgo
- EDQD (Codice IATA = BYU) Aeroporto di Bayreuth
- EDQE Aeroporto civile, Burg Feuerstein
- EDQF Aeroporto Petersdorf, Ansbach
- EDQH Aeroporto civile, Herzogenaurach
- EDQI Aeroporto Lillinghof, Lauf an der Pegnitz
- EDQK Aeroporto civile, Kulmbach
- EDQL Aeroporto civile, Lichtenfels
- EDQM (Codice IATA = HOQ) Aeroporto di Hof-Plauen
- EDQN Aeroporto Aisch, Neustadt an der Aisch
- EDQO Aeroporto civile, Ottergruener Heide
- EDQP Aeroporto Plossen, Speichersdorf
- EDQR Aeroporto Sendelbach, Ebern
- EDQS Aeroporto civile, Suhl Goldlauter
- EDQT Aeroporto Mainwiesen, Haßfurt
- EDQW Aeroporto civile, Weiden
- EDQX Aeroporto civile, Hetzleser Berg
- EDQY Aeroporto Steinrücken, Coburgo
- EDQZ Aeroporto Zipser Berg, Pegnitz
- EDRA Aeroporto Ahrweiler, Bad Nauenahr
- EDRB Aeroporto civile, Bitburg
- EDRD Aeroporto Dhron, Neumagen
- EDRF Aeroporto civile, Bad Dürkheum
- EDRG Aeroporto Göttscheid, Idar Oberstein
- EDRH Aeroporto Weiersbach, Hoppstaedten
- EDRI Aeroporto civile, Linkenheim
- EDRJ Aeroporto Düren, Saarlouis
- EDRK Aeroporto Winningen, Coblenza
- EDRL Aeroporto Speyerdorf, Lachen
- EDRM Aeroporto Mont Royal, Traben-Trarbach
- EDRN Aeroporto Teck, Nannhausen
- EDRO Aeroporto civile, Schweighofen
- EDRP Aeroporto Zweibrücken, Pirmasens
- EDRS Aeroporto Domberg, Bad Sobernheim
- EDRT Aeroporto Foehren, Treviri
- EDRV Aeroporto civile, Wershofen Eifel
- EDRW Aeroporto Wienau, Dierdorf
- EDRY Aeroporto civile, Spira
- EDRZ Aeroporto civile, Zweibruecken
- EDSA Aeroporto Degerfeld, Albstadt
- EDSB (Codice IATA = FKB) Aeroporto di Karlsruhe-Baden-Baden
- EDSH Aeroporto Heiningen, Backnang
- EDSI Aeroporto civile, Binningen
- EDSK Aeroporto Sundheim, Kehl
- EDSL Aeroporto civile, Blumberg
- EDSN Aeroporto civile, Neuhausen Ob Eck
- EDSP Aeroporto civile, Poltringen
- EDSW Aeroporto Wallburg, Altdorf
- EDSZ Aeroporto Zepfenhan, Rottweil
- EDTB Aeroporto Oos Railway Station, Baden-Baden
- EDTC Aeroporto civile, Bruchsal
- EDTD Aeroporto Villingen, Donaueschingen
- EDTF Aeroporto civile, Friburgo in Brisgovia
- EDTG Aeroporto civile, Bremgarten
- EDTH Aeroporto Wuerttemberg, Heubach
- EDTK Aeroporto Forchheim, Karlsruhe
- EDTL Aeroporto civile, Lahr
- EDTM Aeroporto civile, Mengen
- EDTN Aeroporto Teck, Nabern
- EDTO Aeroporto civile, Offenburg
- EDTP Aeroporto civile, Pfullendorf
- EDTQ Aeroporto di Pattonville, Stoccarda
- EDTR Aeroporto Rheinfelden, Herten
- EDTS Aeroporto civile, Schwenningen Am Neckar
- EDTU Aeroporto civile, Saulgau
- EDTW Aeroporto Schramberg, Winzeln-Neye
- EDTX Aeroporto Weckrieden, Schwäbisch Hall
- EDTY Aeroporto Hessental, Schwäbisch Hall
- EDTZ Aeroporto civile, Costanza
- EDUH Aeroporto civile, Hildesheim
- EDUL Aeroporto civile, Laarbruch
- EDUO Aeroporto civile, Oberrissdorf
- EDUS Air Base, Soest
- EDUT Aeroporto civile, Templin-Groß Dölln
- EDUU Aeroporto civile, Rhein Uac
- EDVA Aeroporto civile, Bad Gandersheim
- EDVB Aeroporto civile, Braunschweig Lba
- EDVC Aeroporto Arloh, Celle
- EDVE (Codice IATA = BWE) Aeroporto di Braunschweig
- EDVF Aeroporto Borkhausen, Blomberg
- EDVG Aeroporto civile, Mengeringhausen
- EDVH Aeroporto civile, Hodenhagen
- EDVI Aeroporto Holzminden, Hoexter
- EDVK (Codice IATA = KSF) Aeroporto di Kassel-Calden
- EDVL Aeroporto civile, Hoelleberg
- EDVM Aeroporto civile, Hildesheim
- EDVN Aeroporto civile, Northeim
- EDVP Aeroporto Eddesse, Peine
- EDVR Aeroporto civile, Rinteln
- EDVS Aeroporto Druette, Salzgitter
- EDVU Aeroporto civile, Uelzen
- EDVV Aeroporto civile, Hannover Uir
- EDVW Aeroporto civile, Bad Pyrmont
- EDVX Eliporto, Gifhorn
- EDVY Aeroporto civile, Porta Westfalica
- EDVZ Eliporto, Fuldatal
- EDWA Aeroporto civile, Bordelum
- EDWB (Codice IATA = BRV) Aeroporto civile, Bremerhaven Am Luneort
- EDWC Aeroporto civile, Damme
- EDWD (Codice IATA = XLW) Aeroporto civile, Lemwerder
- EDWE (Codice IATA = EME) Aeroporto civile, Emden
- EDWF Aeroporto Papenburgo, Leer
- EDWG (Codice IATA = AGE) Aeroporto civile, Wangerooge
- EDWH Aeroporto Hatten, Oldenburg
- EDWI (Codice IATA = WVN) Aeroporto Mariensiel, Wilhelmshaven
- EDWJ (Codice IATA = JUI) Aeroporto civile, Juist
- EDWK Aeroporto civile, Karlshoefen
- EDWL (Codice IATA = LGO) Aeroporto civile, Langeoog
- EDWM Aeroporto Wuemme, Weser-Felde
- EDWN Aeroporto Lingen, Nordhorn
- EDWO Aeroporto Atterheide, Osnabrück
- EDWP Aeroporto civile, Pellworm
- EDWQ Aeroporto Atlas Airfield, Ganderkesee
- EDWR (Codice IATA = BMK) Aeroporto civile, Borkum
- EDWS (Codice IATA = NOD) Aeroporto Norddeich, Norden
- EDWT Eliporto, Nordenham-Einswarden
- EDWU Aeroporto civile, Varrelbusch
- EDWV Aeroporto Scharnhorst, Verden
- EDWW ACC/FIC, Brema
- EDWX Aeroporto Schramberg, Westerstede Felde
- EDWY (Codice IATA = NRD) Aeroporto civile, Nordenrey
- EDWZ (Codice IATA = BMR) Aeroporto civile, Baltrum
- EDXA Aeroporto civile, Achmer
- EDXB (Codice IATA = HEI) Aeroporto civile, Heide-Buesum
- EDXC Aeroporto civile, Schleswig-kropp
- EDXD Aeroporto Bad Essen, Bohmte
- EDXE Aeroporto Eschendorff, Rheine
- EDXF (Codice IATA = FLF) Aeroporto Schaeferhaus, Flensburgo
- EDXG Aeroporto Groenegau, Melle
- EDXH (Codice IATA = HGL) Aeroporto Duene, Helgoland
- EDXI Aeroporto Holzbalge, Nienburg
- EDXK Aeroporto civile, Leck
- EDXL Aeroporto civile, Barßel
- EDXM Aeroporto civile, St. Michaelisdonn
- EDXN Aeroporto Spieka, Nordholz
- EDXO (Codice IATA = PSH) Aeroporto civile, St. Peter Ording
- EDXP Aeroporto civile, Harle
- EDXQ Aeroporto Duemmerland, Diepholz
- EDXR Aeroporto Schachtholm, Rendsburg
- EDXS Aeroporto civile, Seedorf
- EDXT Aeroporto civile, Sierksdorf Hof Altona
- EDXU Aeroporto civile, Huettenbusch
- EDXW (Codice IATA = GWT) Aeroporto Sylt Island, Westerland
- EDXY (Codice IATA = OHR) Aeroporto Foehr Island, Wyk Auf Foehr
- EDXZ Aeroporto Bederkesa, Kuehrstedt
- EDYY UAC Eurocontrol, Maastricht
- EDZB Regional Met. Center, Berlino
- EDZE (Codice IATA = ESS) Regional Met. Center, Essen
- EDZF Regional Met. Center, Francoforte sul Meno
- EDZH Regional Met. Center, Amburgo
- EDZL Regional Met. Center, Lipsia
- EDZM Regional Met. Center], Monaco di Baviera
- EDZO Motne Center, Offenbach
- EDZS Regional Met. Center, Stoccarda
- EDZW Metropolitan Com Center, Offenbach

## EE - Estonia
- EEEI Aeroporto Air Force Base, Armari
- EEHU Aeroporto civile, Haapsalu
- EEJI Aeroporto civile, Jõhvi
- EEKA (Codice IATA = KDL) Aeroporto Ulenurme, Kärdla
- EEKE (Codice IATA = URE) Aeroporto civile, Kuressaare
- EEKU Aeroporto civile, Kinhu
- EENA Aeroporto civile, Narva
- EENI Aeroporto civile, Nurmsi
- EEPR Aeroporto civile, Piirisaar
- EEPU Aeroporto civile, Pärnu
- EERA Aeroporto civile, Rapla
- EERI Aeroporto civile, Ridali
- EERU Aeroporto civile, Ruhnu
- EETA Aeroporto civile, Tapa
- EETN Aeroporto Ulemiste International, Tallinn
- EETR Aeroporto civile, Tartu Raadi
- EETU Aeroporto civile, Tartu Ulenurme
- EEVI Aeroporto civile, Viljandi

## EF - Finlandia
- EFAA Aeroporto civile, Aavahelukka
- EFAH Aeroporto civile, Ahmosvo
- EFAL Aeroporto civile, Alavus
- EFET (Codice IATA = ENF) Aeroporto civile, Enontekiö
- EFEU Aeroporto civile, Eura
- EFFO Aeroporto civile, Forssa
- EFHA Aeroporto civile, Halli
- EFHF (Codice IATA = HEM) Aeroporto di Helsinki-Malmi
- EFHI Aeroporto civile, Haapamaki
- EFHK (Codice IATA = HEL) Aeroporto di Helsinki-Vantaa
- EFHL Aeroporto civile, Hailuoto
- EFHM Aeroporto civile, Hämeenkyrö
- EFHN Aeroporto civile, Hanko
- EFHP Aeroporto civile, Haapavesi
- EFHT Aeroporto civile, Ähtäri
- EFHV (Codice IATA = HYV) Aeroporto civile, Hyvinkää
- EFII Aeroporto civile, Iisalmi
- EFIK Aeroporto civile, Kikala
- EFIL Aeroporto civile, Ilmajoki
- EFIM Aeroporto civile, Immola
- EFIT Aeroporto civile, Kitee
- EFIV (Codice IATA = IVL) Aeroporto civile, Ivalo
- EFJM Aeroporto civile, Jämijärvi
- EFJO (Codice IATA = JOE) Aeroporto civile, Joensuu
- EFJP Aeroporto civile, Jakalapaa
- EFJS Aeroporto civile, Sonkajarvi-jyrkka
- EFJY (Codice IATA = JYV) Aeroporto civile, JyvÄskylÄ
- EFKA (Codice IATA = KAU) Aeroporto civile, Kauhava
- EFKE (Codice IATA = KEM) Aeroporto Tornio, Kemi
- EFKG (Codice IATA = KTQ) Aeroporto civile, Kitee
- EFKG Aeroporto civile, Kumlinge
- EFKH Aeroporto civile, Kuhmo
- EFKI (Codice IATA = KAJ) Aeroporto civile, Kajaani
- EFKJ (Codice IATA = KHJ) Aeroporto civile, Kauhajoki
- EFKK (Codice IATA = KOK) Aeroporto Kruunupyy, Kokkola
- EFKM Aeroporto civile, Kemijärvi
- EFKO Aeroporto civile, Kalajoki
- EFKR Aeroporto civile, Kärsämäki
- EFKS (Codice IATA = KAO) Aeroporto civile, Kuusamo
- EFKT (Codice IATA = KTT) Aeroporto civile, Kittilä
- EFKU (Codice IATA = KUO) Aeroporto di Kuopio, Siilinjärvi, Kuopio
- EFKV Aeroporto civile, Kivijärvi
- EFKY Aeroporto civile, Kymi (kouvola ?)
- EFLA Aeroporto Lahti, Vesivehmaa
- EFLL Aeroporto civile, Lapinlahti
- EFLN Aeroporto civile, Lieska Nurmes
- EFLP (Codice IATA = LPP) Aeroporto di Lappeenranta
- EFMA (Codice IATA = MHQ) Aeroporto di Mariehamn
- EFME Aeroporto civile, Menkijarvi
- EFMI (Codice IATA = MIK) Aeroporto civile, Mikkeli
- EFMN Aeroporto civile, Mäntsälä
- EFMP Aeroporto civile, Martiniiskonpalo
- EFNU Aeroporto civile, Nummela
- EFOP Aeroporto civile, Oripää
- EFOU (Codice IATA = OUL) Aeroporto civile, Oulu
- EFPA Aeroporto civile, Pokka
- EFPE Aeroporto civile, Pello
- EFPH Aeroporto civile, Pyhäselkä
- EFPI Aeroporto civile, Piikajarvi
- EFPK Aeroporto civile, Pieksämäki
- EFPN Aeroporto civile, Punkaharju
- EFPO (Codice IATA = POR) Aeroporto di Pori
- EFPU Aeroporto civile, Pudasjärvi
- EFPY Aeroporto civile, Pyhasalmi
- EFRA Aeroporto civile, Rautavaara
- EFRH Aeroporto Raahe, Pattijoki
- EFRN Aeroporto civile, Rantasalmi
- EFRO (Codice IATA = RVN) Aeroporto di Rovaniemi
- EFRU Aeroporto civile, Ranau
- EFRV Aeroporto civile, Kiuruvesi
- EFRY Aeroporto civile, Rayskala
- EFSA (Codice IATA = SVL) Aeroporto civile, Savonlinna
- EFSE Aeroporto civile, Selanpaa
- EFSI (Codice IATA = SJY) Aeroporto civile, Seinäjoki
- EFSJ Aeroporto civile, Sonkajarvi Jyrkka
- EFSO (Codice IATA = SOT) Aeroporto civile, Sodankylä
- EFSU Aeroporto civile, Suomussalmi
- EFTE Aeroporto civile, Tervola
- EFTO Aeroporto civile, Torbacka
- EFTP (Codice IATA = TMP) Aeroporto di Tampere-Pirkkala
- EFTS Aeroporto civile, Teisko
- EFTU (Codice IATA = TKU) Aeroporto di Turku
- EFUT Aeroporto civile, Utti
- EFVA (Codice IATA = VAA) Aeroporto di Vaasa
- EFVI Aeroporto civile, Viitasaari
- EFVL Aeroporto civile, Vaala
- EFVR (Codice IATA = VRK) Aeroporto di Varkaus
- EFVT Aeroporto civile, Sulkaharju
- EFVU Aeroporto civile, Vuosto
- EFWB Aeroporto civile, Wredeby
- EFYL (Codice IATA = YLI) Aeroporto Raudaskyla, Ylivieska

## EG - Regno Unito
Note: Codes with numbers e.g. EG24 are not officially recognised. They were created for a private airfield listing and have subsequently become spread across the Internet.
- EG01 Aeroporto civile, Ashcroft
- EG02 Aeroporto civile, Audley End
- EG03 Aeroporto civile, Badminton
- EG04 Aeroporto civile, Bedford (closed)
- EG05 Aeroporto civile, Bentwaters (closed)
- EG07 Aeroporto civile, Binbrook (closed)
- EG08 Aeroporto civile, Bishopscourt (closed)
- EG09 Aeroporto civile, Brawdy (closed)
- EG10 Aeroporto civile, Breighton
- EG11 Aeroporto civile, Canterbury
- EG12 Aeroporto civile, Cromer
- EG13 Aeroporto civile, Deanland
- EG14 Aeroporto civile, Deenthorpe
- EG16 Aeroporto civile, Dunstable
- EG17 Aeroporto civile, Enstone
- EG18 Aeroporto civile, Eshott
- EG19 Aeroporto civile, Fadmoor
- EG21 Aeroporto civile, Finningley (closed)
- EG23 Aeroporto civile, Greenham Common (closed)
- EG24 Aeroporto civile, Hatfield (closed)
- EG26 Aeroporto civile, Hibaldstow
- EG27 Aeroporto civile, High Easter
- EG28 Aeroporto civile, Huddersfield
- EG29 Aeroporto civile, Hullavingdon (closed)
- EG30 Aeroporto civile, Ipswich (closed)
- EG31 Aeroporto civile, Kinross
- EG32 Aeroporto civile, Langar
- EG33 Aeroporto civile, Leavesden (closed)
- EG34 Aeroporto civile, Ledbury
- EG35 Aeroporto civile, Little Snoring
- EG37 Aeroporto civile, Milson
- EG38 Aeroporto civile, Moat Hall
- EG40 Aeroporto civile, Newbury
- EG41 Aeroporto civile, Newton Le Willows
- EG43 Aeroporto civile, Nuthampstead
- EG44 Aeroporto civile, Old Warden
- EG45 Aeroporto civile, Pocklington
- EG47 Aeroporto civile, Rednal
- EG48 Aeroporto civile, Rhigos
- EG49 Aeroporto civile, Riseley
- EG51 Aeroporto civile, Scarborough
- EG53 Aeroporto civile, Stubton Park
- EG54 Aeroporto civile, Thurrock
- EG56 Aeroporto civile, Upavon
- EG57 Aeroporto civile, Upper Heyford (closed)
- EG58 Aeroporto civile, West Malling
- EG59 Aeroporto civile, Westbury Sub Mendip
- EG60 Aeroporto civile, Wigtown
- EG61 Aeroporto civile, Woodbridge (closed)
- EG62 Aeroporto civile, Wroughton (closed)
- EG63 Aeroporto civile, York Acaster MalbisI
- EG64 Aeroporto civile, York Rufforth
- EG65 Aeroporto civile, Swanton Morley
- EG99 Aeroporto civile, Rockall
- EGAA (Codice IATA = BFS) Aeroporto di Belfast-Aldergrove, Belfast
- EGAB (Codice IATA = ENK) Aeroporto St. Angelo, Enniskillen
- EGAC (Codice IATA = BHD) Aeroporto di Belfast-City, Belfast
- EGAD Aeroporto civile, Newtownards
- EGAE (Codice IATA = LDY) Aeroporto Eglinton, Londonderry / City Of Derry
- EGAL Aeroporto civile, Langford Lodge
- EGBB (Codice IATA = BHX) Aeroporto di Birmingham, Birmingham
- EGBC Aeroporto civile, Cheltenham Racecourse
- EGBD Aeroporto Burnaston, Derby
- EGBE (Codice IATA = CVT) Aeroporto Baginton, Coventry
- EGBG Aeroporto civile, Leicester
- EGBJ Aeroporto Staverton Private, Glouchestershire
- EGBK (Codice IATA = ORM) Aeroporto Syerll, Northampton
- EGBL Aeroporto civile, Long Marston (Warwickshire)
- EGBM Aeroporto civile, Tatenhill
- EGBN Aeroporto civile, Nottingham
- EGBO Aeroporto di Wolverhampton-Halfpenny Green, Stourbridge
- EGBP Aeroporto Radio Measuring STN., Pailton
- EGBS Aeroporto civile, Shobdon
- EGBT Aeroporto civile, Turweston
- EGBV Aeroporto civile, Silverstone
- EGBW Aeroporto Mountford, Wellesbourne
- EGCA Aeroporto civile, Coal Aston
- EGCB Aeroporto Barton, Manchester
- EGCC (Codice IATA = MAN) Aeroporto di Manchester, Manchester
- EGCD Aeroporto Woodford, Manchester
- EGCE Aeroporto civile, Wrexham Borras (closed)
- EGCF Aeroporto civile, Sandtoft
- EGCG Eliporto, Strubby
- EGCH (Codice IATA = HLY) Aeroporto Holyhead Valley, Holyhead
- EGCI (Codice IATA = DCS) Aeroporto civile, Doncaster Finningley
- EGCJ Aeroporto civile, Sherburn-in-Elmet
- EGCK Aeroporto civile, Caernarfon
- EGCL Aeroporto civile, Fenland
- EGCO Aeroporto civile, Southport
- EGCP Aeroporto civile, Thorne
- EGCS Aeroporto civile, Sturgate
- EGCT Aeroporto civile, Tilstock
- EGCV Aeroporto civile, Sleap
- EGCW Aeroporto civile, Welshpool
- EGDA Aeroporto civile, Brawdy
- EGDB Aeroporto civile, Plymouth
- EGDC Aeroporto civile, Chivenor
- EGDF Aeroporto HQP & SS, Rudole Manor
- EGDG (Codice IATA = NQY) Aeroporto St. Mawgan, Newquay
- EGDJ Aeroporto civile, Upavon
- EGDK Royal Air Force Base, Kemble
- EGDL Aeroporto civile, Lyneham
- EGDM Aeroporto civile, Boscombe Down
- EGDN Aeroporto civile, Netheravon
- EGDO Aeroporto civile, Predannack (closed)
- EGDP Aeroporto Rnas, Isola di Portland
- EGDR Aeroporto civile, Culdrose
- EGDS Aeroporto Salisbury Plain, Bulford
- EGDT Aeroporto civile, Wroughton
- EGDW Aeroporto civile, Merryfield
- EGDX Royal Air Force Base, St Athan
- EGDY (Codice IATA = YEO) Aeroporto civile, Yeovilton
- EGE01 Aeroporto civile, Isle of Skye
- EGE02 Aeroporto civile, Coll
- EGE03 Aeroporto civile, Colonsay
- EGE04 Aeroporto civile, Dornoch
- EGE05 Aeroporto civile, East Winch
- EGE06 Aeroporto civile, Fetlar
- EGE07 Aeroporto civile, Flotta
- EGE08 Aeroporto civile, Gigha
- EGE09 Aeroporto civile, Glenforsa
- EGE10 Aeroporto civile, Hoy
- EGE11 Aeroporto civile, Insch
- EGE12 Aeroporto civile, Oban
- EGE13 Aeroporto civile, Plockton
- EGE14 Aeroporto civile, Strathallen
- EGE15 Aeroporto civile, Fearn
- EGEC Aeroporto civile, Campbeltown
- EGED Aeroporto civile, Eday
- EGEF Aeroporto civile, Fair Isle
- EGEG Aeroporto civile, Glasgow City Heliport
- EGEH Aeroporto civile, Whalsay
- EGEN Aeroporto civile, North Ronaldsay
- EGEP Aeroporto civile, Papa Westray
- EGER Aeroporto civile, Stronsay
- EGES Aeroporto civile, Sanday
- EGET Aeroporto civile, Lerwick
- EGEW (Codice IATA = WRY) Aeroporto di Westray, isola di Westray
- EGFC Aeroporto Tremorfa Shore-Heliport, Cardiff
- EGFE (Codice IATA = HAW) Aeroporto civile, Haverfordwest
- EGFF (Codice IATA = CWL) Aeroporto di Cardiff, Cardiff
- EGFH (Codice IATA = SWS) Aeroporto di Swansea, Swansea
- EGFP Aeroporto civile, Pembrey
- EGGD (Codice IATA = BRS) Aeroporto Lulsgate International, Bristol
- EGGE Aeroporto Signals Training Facility, Bletchley
- EGGP (Codice IATA = LPL) Aeroporto di Liverpool-John Lennon, Liverpool
- EGGW (Codice IATA = LTN) Aeroporto di Londra-Luton, London
- EGHA Aeroporto civile, Compton Abbas
- EGHB Aeroporto civile, Maypole
- EGHC (Codice IATA = LEQ) Aeroporto St. Just, Lands End
- EGHD (Codice IATA = PLH) Aeroporto Roborough, Plymouth
- EGHE (Codice IATA = ISC) Aeroporto Saint Mary's, Isole Scilly
- EGHF Aeroporto civile, Lee On Solent
- EGHG Aeroporto civile, Yeovilton
- EGHH (Codice IATA = BOH) Aeroporto di Bournemouth, Bournemouth
- EGHI (Codice IATA = SOU) Aeroporto di Southampton, Southampton
- EGHJ (Codice IATA = BBP) Aeroporto civile, Bembridge
- EGHK (Codice IATA = PZE) Aeroporto civile, Penzance
- EGHL Aeroporto civile, Lasham
- EGHM Aeroporto civile, Hamble
- EGHN Aeroporto Isle of Wight, Sandown
- EGHO Aeroporto civile, Thruxton
- EGHP Aeroporto civile, Popham
- EGHR Aeroporto di Chichester, Chichester
- EGHS Aeroporto civile, Henstridege
- EGHT Aeroporto civile, Tresco Heliport
- EGHU Aeroporto civile, Eaglescott
- EGHY Aeroporto civile, Truro
- EGJA (Codice IATA = ACI) Aeroporto di Alderney, Alderney
- EGJB (Codice IATA = GCI) Aeroporto di Guernsey, Guernsey
- EGJJ (Codice IATA = JER) Aeroporto di Jersey, Jersey
- EGJL Aeroporto RAF Station, Machrihanish
- EGKA (Codice IATA = ESH) Aeroporto civile, Shoreham By Sea
- EGKB (Codice IATA = BQH) Aeroporto civile, Biggin Hill
- EGKC Aeroporto civile, Bognor Regis
- EGKD Aeroporto civile, Albourne
- EGKE Aeroporto civile, Challock
- EGKG Aeroporto civile, Goodwood Racecourse
- EGKH Aeroporto civile, Lashenden Headcorn
- EGKK (Codice IATA = LGW) Aeroporto di Londra-Gatwick, Londra
- EGKM (Codice IATA = WEM) Aeroporto civile, West Malling
- EGKR Aeroporto civile, Redhill
- EGLA Aeroporto civile, Bodmin
- EGLB Aeroporto civile, Brooklands (closed)
- EGLC (Codice IATA = LCY) Aeroporto di Londra-City, Londra
- EGLD Aeroporto civile, Denham
- EGLF Aeroporto civile, Farnborough
- EGLG Aeroporto civile, Panshanger
- EGLI Aeroporto civile, Isleworth
- EGLJ Aeroporto civile, Chalsgrove
- EGLK (Codice IATA = BBS) Aeroporto civile, Blackbushe
- EGLL (Codice IATA = LHR) Aeroporto di Londra-Heathrow, Londra
- EGLM Aeroporto civile, White Waltham
- EGLS Aeroporto civile, Old Sarum
- EGLT Aeroporto civile, Ascot-Ippodromo di Ascot
- EGLW Aeroporto civile, London West Heliport
- EGMA Aeroporto civile, Fowlmere
- EGMC Aeroporto Rochford, Southend-on-Sea
- EGMD (Codice IATA = LYX) Aeroporto LYDD - ASHFORD, Lydd
- EGMF Aeroporto civile, Farthing Corner
- EGMH Aeroporto di Manston (dismesso) Manston, Kent
- EGMJ Aeroporto civile, Little Gransden
- EGNA Aeroporto civile, Hucknall
- EGNB Aeroporto civile, Brough
- EGNC (Codice IATA = CAX) Aeroporto Crosby, Carlisle
- EGNE Aeroporto Gamston, Repton
- EGNF Aeroporto civile, Nether Thorpe
- EGNG Aeroporto Samlesbury, Preston/blackburn
- EGNH (Codice IATA = BLK) Aeroporto Squire's Gate, Blackpool
- EGNI Aeroporto Ingoldmells, Skegness
- EGNJ (Codice IATA = HUY) Aeroporto Humberside International, Humberside
- EGNL (Codice IATA = BWF) Aeroporto civile, Barrow-in-Furness - Walney Island
- EGNM (Codice IATA = LBA) Aeroporto civile, Leeds / Bradford
- EGNO Aeroporto civile, Warton
- EGNR Aeroporto civile, Hawarden
- EGNS (Codice IATA = IOM) Aeroporto Ronaldsway, Isola di Man
- EGNT (Codice IATA = NCL) Aeroporto di Newcastle upon Tyne, Newcastle
- EGNU Aeroporto civile, Full Sutton
- EGNV (Codice IATA = MME) Aeroporto Tees-Side International, Tees-Side / Tefe
- EGNW Aeroporto civile, Wickenby
- EGNX (Codice IATA = EMA) Aeroporto Castle Donnington, East Midlands - Nottingham/derby
- EGNY Aeroporto civile, Beverley
- EGOB (Codice IATA = BUT) Aeroporto civile, Burtonwood
- EGOC Aeroporto civile, Bishops Court
- EGOD Aeroporto civile, Llanbedr
- EGOE Aeroporto civile, Ternhill
- EGOJ Aeroporto civile, Jurby Head
- EGOM Aeroporto civile, Spadeadam
- EGOP Aeroporto civile, Pembrey Sands
- EGOQ Aeroporto civile, Mona
- EGOS Aeroporto civile, Shawbury
- EGOV Aeroporto civile, Valley
- EGOW Aeroporto civile, Woodvale
- EGOY Aeroporto civile, West Freugh
- EGPA (Codice IATA = KOI) Aeroporto civile, Orkney Island / Kirkwall
- EGPB Aeroporto civile, Sumburgh Cape
- EGPC (Codice IATA = WIC) Aeroporto civile, Wick
- EGPD (Codice IATA = ABZ) Aeroporto di Aberdeen-Dyce
- EGPE (Codice IATA = INV) Aeroporto DALCROSS, Inverness
- EGPF (Codice IATA = GLA) Aeroporto Abbotsichn International, Glasgow
- EGPG Aeroporto civile, Cumbernauld
- EGPH (Codice IATA = EDI) Aeroporto TURNHOUSE, Edimburgo
- EGPI Aeroporto Port Ellen, Islay
- EGPJ Aeroporto civile, Fife-Glenrothes
- EGPK (Codice IATA = PIK) Aeroporto Prestwick, Glasgow
- EGPL (Codice IATA = BEB) Aeroporto BALIVANICH, Benbecula
- EGPM (Codice IATA = SDZ) Aeroporto civile, Scatsta / Shetland Islands
- EGPN (Codice IATA = DND) Aeroporto Riverside Park, Dundee
- EGPO (Codice IATA = SYY) Aeroporto civile, Stornoway
- EGPR (Codice IATA = BRR) Aeroporto NORTH BAY, Barra / Hebrides Islands (beach)
- EGPS Aeroporto Longside, Peterhead
- EGPT (Codice IATA = PSL) Aeroporto Scone, Perth
- EGPU (Codice IATA = TRE) Aeroporto civile, Tiree
- EGPW (Codice IATA = UNT) Aeroporto civile, Unst Island /Shetland Island
- EGPY Aeroporto Thurso (Closed), Dounreay
- EGQA Aeroporto civile, Tain Range
- EGQB Aeroporto civile, Ballykelly
- EGQC Aeroporto civile, Garve Island
- EGQD Aeroporto civile, Lisburn
- EGQJ Aeroporto civile, Machrihanish
- EGQK Aeroporto Kinloss, Kinloss
- EGQL Aeroporto Leuchars Air Station, Leuchars
- EGQM Aeroporto civile, Boulmer
- EGQN Aeroporto Buchan Highland Radar Air Station, Buchan
- EGQO Aeroporto civile, Rosehearty
- EGQR Aeroporto civile, Saxa Vord
- EGQS Aeroporto civile, Lossiemouth
- EGQT Aeroporto Edinburgh Air Station, Edimburgo
- EGQX Aeroporto Kinloss, Kinloss
- EGRB Weather Centre, Londra
- EGRE MET. STATION, Malvern
- EGRR Aeroporto Beaufort Park, Bracknell
- EGRS Aeroporto civile, Sullom Voe Met. Station
- EGSA Aeroporto civile, Shipdam
- EGSB Aeroporto Castle Mill, Bedford
- EGSC (Codice IATA = CBG) Aeroporto civile, Cambridge
- EGSD Aeroporto North Denes, Great Yarmouth
- EGSE (Codice IATA = IPW) Aeroporto civile, Ipswich
- EGSF Aeroporto civile, Peterborough-Connington
- EGSG Aeroporto Stapleford, Abridge
- EGSH (Codice IATA = NWI) Aeroporto Internazionale di Norwich, Norwich
- EGSI Aeroporto civile, Marshland
- EGSJ Aeroporto civile, Seething
- EGSK Aeroporto civile, Hethel
- EGSL Aeroporto civile, Andrewsfield
- EGSM Aeroporto civile, Beccles
- EGSN Aeroporto civile, Bourn
- EGSO Aeroporto civile, Crowfield
- EGSP Aeroporto Sibson, Peterborough
- EGSQ Aeroporto civile, Clacton
- EGSR Aeroporto civile, Earls Dolne
- EGSS (Codice IATA = STN) Aeroporto Stansted, London
- EGST Aeroporto civile, Elmsett
- EGSU Aeroporto civile, Duxford
- EGSV Aeroporto civile, Bedford / Old Buckenham
- EGSW Aeroporto civile, Weeley / Newmarket Heath
- EGSX Aeroporto civile, North Weald
- EGSY Aeroporto civile, Fowlmere / Sheffield City
- EGTA Aeroporto civile, Aylesbury On Thames
- EGTB Aeroporto civile, Wycombe Air Park-Booker
- EGTC Aeroporto civile, Cranfield
- EGTD Aeroporto civile, Dunsfold
- EGTE (Codice IATA = EXT) Aeroporto di Exeter, Exeter
- EGTF Aeroporto civile, Fairoaks
- EGTG Aeroporto civile, Bristol Filton
- EGTH (Codice IATA = HTF) Aeroporto civile, Hatfield
- EGTI Aeroporto civile, Leavesden
- EGTK Aeroporto civile, Oxford-kidlington
- EGTO Aeroporto civile, Rochester
- EGTP Aeroporto civile, Perranporth
- EGTR Aeroporto civile, Elstree
- EGTU Aeroporto civile, Dunkeswell
- EGTW Aeroporto civile, Oaksey Park
- EGUA Royal Air Force Base, Upper Heyford
- EGUB Aeroporto civile, Benson
- EGUC Aeroporto civile, Aberporth
- EGUD Aeroporto RAF Station, Abingdon
- EGUF Aeroporto Farnborough Air Base, Farnborough
- EGUG Aeroporto civile, Ash (Kent)
- EGUH (Codice IATA = HYC) Aeroporto High Wycombe RAF Air Station, High Wycombe
- EGUJ Aeroporto civile, Neatishead
- EGUK Aeroporto civile, Waterbeach
- EGUL Royal Air Force Base, Lakenheath
- EGUM (Codice IATA = MSE) Air Base, Manston
- EGUN Royal Air Force Base, Mildenhall
- EGUO Aeroporto civile, Colerne
- EGUP Aeroporto Af Met, Sculthorpe
- EGUS Aeroporto civile, Lee-on-Solent
- EGUW Air Base, Wattisham
- EGUY Royal Air Force Base, Wyton
- EGVA Royal Air Force Base, Fairford
- EGVB Aeroporto civile, Bawdsey
- EGVC Aeroporto civile, Hullavington
- EGVG Royal Air Force Base, Woodbridge
- EGVH Aeroporto civile, Hereford
- EGVI Royal Air Force Base, Greenham Common
- EGVJ (Codice IATA = BWY) Royal Air Force Base, Bentwaters
- EGVL Aeroporto civile, North Luffenham
- EGVN (Codice IATA = BZZ) Aeroporto Brize Norton, Brize Norton
- EGVO Aeroporto RAF Station, Odiham
- EGVP Aeroporto civile, Middle Wallop
- EGVW Aeroporto Bedford Air Station, Bedford
- EGWC Royal Air Force Base, Cosford
- EGWE Aeroporto civile, Henlow (closed)
- EGWN Aeroporto civile, Halton
- EGWS Aeroporto civile, Bentley Priory
- EGWU (Codice IATA = NHT) Aeroporto civile, Northolt
- EGWZ Royal Air Force Base, Alconbury (Closed)
- EGXB Aeroporto civile, Binbrook
- EGXC Royal Air Force Base, Coningsby
- EGXD Aeroporto civile, Disforth
- EGXE Aeroporto civile, Leeming
- EGXF Aeroporto civile, Cowden (Regno Unito)
- EGXG Aeroporto civile, Church Fenton
- EGXH Royal Air Force Base, Honington
- EGXI Air Base, Finningley
- EGXJ Aeroporto civile, Cottesmore
- EGXK Aeroporto civile, Donna Nook
- EGXN Aeroporto civile, Newton
- EGXP Aeroporto RAF Station, Scampton
- EGXS Aeroporto civile, Swinderby
- EGXT Aeroporto civile, Wittering
- EGXU Aeroporto civile, Linton-on-Ouse
- EGXV Aeroporto civile, Leconfield
- EGXW RAF Waddington, Waddington
- EGXZ Royal Air Force Base, Topcliffe
- EGYB Aeroporto civile, Brampton
- EGYC Aeroporto civile, Coltishall
- EGYD RAF Cranwell, Cranwell
- EGYE Royal Air Force Base, Barkston Heath
- EGYH USAF Met Station, Holbeach
- EGYK Aeroporto civile, Elvington
- EGYM Aeroporto civile, Marham
- EGYP (Codice IATA = MPN) Aeroporto Mount Pleasant, Mount Pleasant / South Georgia And The South Sandwich Islands, Isole Falkland
- EGYW Met. Station, Wainfleet

## EH - Paesi Bassi
- EHAL Aeroporto civile, Ameland
- EHAM (Codice IATA = SPL) Aeroporto di Amsterdam-Schiphol, Amsterdam
- EHBD Aeroporto Budel, Weert
- EHBK (Codice IATA = MST) Aeroporto di Maastricht Aquisgrana, Maastricht
- EHDB Aeroporto civile, De Bilt
- EHDL Aeroporto civile, Deelen/Arnhem
- EHDP Aeroporto De Peel Air Base, Venray
- EHDR Aeroporto civile, Drachten-Noord-Oostpolder
- EHEH (Codice IATA = EIN) Aeroporto Welschap, Eindhoven
- EHGG (Codice IATA = GRQ) Aeroporto di Groninga-Eelde, Eelde/Groninga
- EHGR (Codice IATA = GLZ) Aeroporto civile, Gilze-Rijen
- EHHO Aeroporto civile, Hoogeveen
- EHHV Aeroporto civile, Hilversum
- EHKD (Codice IATA = DHR) Aeroporto Den Helder, De Kooy
- EHKL Aeroporto civile, Volkel
- EHLE Aeroporto civile, Lelystad
- EHLW (Codice IATA = LWR) Aeroporto civile, Leeuwarden
- EHMC Air Base, Nieuw Millingen
- EHMZ Aeroporto Midden Zeeland, Middelburg
- EHNP Aeroporto Noord Oostpolder, Emmeloord
- EHRD (Codice IATA = RTM) Aeroporto di Rotterdam-L'Aia, Rotterdam
- EHSB (Codice IATA = UTC) Air Base, Soesterberg
- EHSE Aeroporto Seppe, Hoeven
- EHST Aeroporto civile, Stadskanaal
- EHTE Aeroporto Teuge, Deventer
- EHTW (Codice IATA = ENS) Aeroporto Twente, Enschede
- EHTX Aeroporto civile, Texel
- EHVB (Codice IATA = LID) Aeroporto civile, Leiden-Valkenburg
- EHVK (Codice IATA = UDE) Aeroporto civile, Volkel
- EHVL Aeroporto civile, Vlieland
- EHWO (Codice IATA = WOE) Aeroporto civile, Woensdrecht
- EHYB Aeroporto civile, Ypenburg
- EHYM Aeroporto S.A.R. Center, Ymuiden
- EHYP Aeroporto di Ypenburg, Ypenburg

## EI - Eire
- EIAB Aeroporto civile, Abbeyshrule
- EIBA Aeroporto civile, Ballyboughal
- EIBB Aeroporto civile, Brittas Bay
- EIBN (Codice IATA = BYT) Aeroporto civile, Bantry
- EIBR Aeroporto civile, Birr
- EIBT (Codice IATA = BLY) Aeroporto civile, Belmullet
- EICA Aeroporto civile, Connemara
- EICB Aeroporto civile, Castlebar
- EICD Aeroporto civile, Castlebridge
- EICK (Codice IATA = ORK) Aeroporto civile, Cork
- EICL Aeroporto civile, Clonbullogue
- EICM (Codice IATA = GWY) Aeroporto di Galway, Galway
- EICN Aeroporto civile, Coonagh
- EICS Aeroporto civile, Castleforbes
- EIDL (Codice IATA = CFN) Aeroporto Garrickfin, Donegal
- EIDW (Codice IATA = DUB) Aeroporto civile, Dublino
- EIFD Aeroporto civile, Cashel
- EIFR Aeroporto County Donnegal Air Base, Finner
- EIGM Aeroporto County Meath Air Base, Gormanston
- EIGN Aeroporto civile, Gowran Grange
- EIHN Aeroporto civile, Hacketstown
- EIIM (Codice IATA = IOR) Aeroporto civile, Inishmore
- EIIR (Codice IATA = INQ) Aeroporto civile, Inisheer
- EIKH Aeroporto civile, Kilrush
- EIKI Aeroporto civile, Killenaule
- EIKL (Codice IATA = KKY) Aeroporto civile, Kilkenny
- EIKN (Codice IATA = NOC) Aeroporto di Irlanda Ovest, Knock
- EIKY (Codice IATA = KIR) Aeroporto di Kerry
- EILT (Codice IATA = LTR) Aeroporto civile, Letterkenny
- EIME Air Base, Casement Baldonnel
- EIMG Aeroporto civile, Moneygall
- EIMN (Codice IATA = IIA) Aeroporto civile, Inishmaan
- EIMY Aeroporto civile, Moyne
- EINC Aeroporto civile, Newcastle - Eire
- EINN (Codice IATA = SNN) Aeroporto Internazionale di Shannon
- EIPT Aeroporto civile, Powerscourt
- EIRT Aeroporto civile, Rathcoole
- EISG (Codice IATA = SXL) Aeroporto civile, Sligo
- EISP Aeroporto civile, Spanish Point
- EITM Aeroporto civile, Trim
- EIWF (Codice IATA = WAT) Aeroporto civile, Waterford
- EIWT Aeroporto Weston, Leixlip

## EK - Danimarca
- EKAE Aeroporto civile, Aero
- EKAH (Codice IATA = AAR) Aeroporto Tirstrup, Aarhus
- EKAL Aeroporto civile, Allerød
- EKAT Automated Reporting Station, Anholt Island
- EKAV Aeroporto Danish Air Force Base, Avno
- EKBI (Codice IATA = BLL) Aeroporto civile, Billund
- EKCH (Codice IATA = CPH) Aeroporto KASTRUP, KØbenhavn
- EKEB (Codice IATA = EBJ) Aeroporto civile, Esbjerg
- EKEL Aeroporto civile, Endelave
- EKFA Aeroporto civile, Frodba Faeroes
- EKGF Aeroporto civile, Tyra Ost
- EKGH Aeroporto civile, Gronholt Private Airport
- EKHG Aeroporto Skinderholm, Herning
- EKHK Aeroporto civile, Holbæk
- EKHO Aeroporto civile, Lindtorp
- EKHS Aeroporto civile, Hadsund
- EKHV Aeroporto civile, Haderslev
- EKKA (Codice IATA = KRP) Aeroporto MIL, Karup
- EKKL Aeroporto civile, Kalundborg
- EKKV Aeroporto civile, Klaksvík
- EKLS (Codice IATA = BYR) Aeroporto civile, Laeso Island
- EKLV Aeroporto civile, Lemvik
- EKMB (Codice IATA = MRW) Aeroporto civile, Lolland Falster Maribo
- EKMN Aeroporto civile, Koster Vig
- EKMS Aeroporto civile, Mykines
- EKNM Aeroporto civile, Morsø
- EKNS Aeroporto civile, Nakskov
- EKOD (Codice IATA = ODE) Aeroporto BELDRINGE, Odense
- EKPB Aeroporto PADBORG, Krusaa
- EKRD Aeroporto civile, Randers
- EKRK (Codice IATA = RKE) Aeroporto Roskilde, Koebenhavn
- EKRN (Codice IATA = RNN) Aeroporto di Bornholm, Rønne, isola di Bornholm, Danimarca
- EKRR Aeroporto civile, Rø
- EKRS Aeroporto civile, Ringsted
- EKSA Aeroporto civile, Sæby
- EKSB (Codice IATA = SGD) Aeroporto civile, SØnderborg
- EKSD Aeroporto civile, Spjald
- EKSN (Codice IATA = CNL) Aeroporto civile, Sindal
- EKSP Aeroporto Vogens / Vojens MIL, Skrydstrup
- EKSS Aeroporto civile, Samsø
- EKST Aeroporto Tasinge, Sydfyns Flyveplads
- EKSV (Codice IATA = SQW) Aeroporto civile, Skive
- EKSY Aeroporto civile, Skúvoy
- EKTB Aeroporto civile, Tórshavn
- EKTD Aeroporto civile, Tønder
- EKTS (Codice IATA = TED) Aeroporto civile, Thisted
- EKVA Air Base, Vandel
- EKVB Aeroporto civile, Viborg
- EKVD Aeroporto Vamdrup, Kolding
- EKVG (Codice IATA = FAE) Aeroporto VAGAR, Faroe Islands / Soervaag
- EKVH Aeroporto civile, Haderslev / Aars Flyveplads
- EKVJ (Codice IATA = STA) Aeroporto civile, Stauning
- EKVL Air Base, Vaerloese
- EKYT (Codice IATA = AAL) Aeroporto di Aalborg

## EL - Lussemburgo
- ELLX (Codice IATA = LUX) Aeroporto di Lussemburgo-Findel, Lussemburgo
- ELNT / ELWZ Aeroporto civile, Wiltz/Noertrange

## EN - Norvegia
- ENAL (Codice IATA = AES) Aeroporto di Ålesund-Vigra, isola di Vigra, Ålesund
- ENAN Aeroporto Andenes U.S. Air Base, Andøya
- ENAS Aeroporto di Ny-Ålesund
- ENAT (Codice IATA = ALF) Aeroporto ELVEBAKKEN, Alta
- ENBA Aeroporto civile, Barentsburg
- ENBJ Aeroporto civile, Bjornoya
- ENBL (Codice IATA = FDE) Aeroporto Bringeland, Førde
- ENBM Aeroporto civile, Voss-Bomoen
- ENBN (Codice IATA = BNN) Aeroporto Bronnoy, Brønnøysund
- ENBO (Codice IATA = BOO) Aeroporto di Bodø, Bodø
- ENBR (Codice IATA = BGO) Aeroporto Flesland, Bergen
- ENBS (Codice IATA = BJF) Aeroporto di Båtsfjord, Båtsfjord
- ENBV (Codice IATA = BVG) Aeroporto civile, Berlevåg
- ENCN (Codice IATA = KRS) Aeroporto Kjevik, Kristiansand
- ENDI Aeroporto civile, Dagli / Dagali
- ENDR Aeroporto civile, Draugen
- ENDU (Codice IATA = BDU) Aeroporto civile, Bardufoss
- ENEG Aeroporto civile, Eggemden
- ENEK Oil Platform, Ekofisk / Rig
- ENEV (Codice IATA = EVE) Aeroporto civile, Evenes
- ENFA Aeroporto Flatval, Frøya
- ENFB (Codice IATA = FBU) Aeroporto Fornebu, Oslo
- ENFG (Codice IATA = VDB) Aeroporto Leirin, Fagernes
- ENFL (Codice IATA = FRO) Aeroporto civile, Floro
- ENFO Aeroporto civile, Forhus
- ENFR Aeroporto civile, Frigg
- ENFY Aeroporto civile, Fyresdal
- ENFZ Aeroporto civile, Fritzoe
- ENGA Aeroporto civile, Gullfaks A
- ENGC Platform, Gullfax C
- ENGM (Codice IATA = OSL) Aeroporto di Oslo-Gardermoen, Oslo
- ENGN Aeroporto civile, Grimsmoen
- ENHA (Codice IATA = HMR) Aeroporto Stafsberg, Hamar
- ENHD (Codice IATA = HAU) Aeroporto Karmoy, Haugesund
- ENHE Aeroporto civile, Heidrun
- ENHF (Codice IATA = HFT) Aeroporto civile, Hammerfest
- ENHK (Codice IATA = HAA) Aeroporto civile, Hasvik
- ENHN Aeroporto civile, Hornmoen
- ENHO Aeroporto civile, Hopen
- ENHS Aeroporto civile, Hokksund
- ENHV (Codice IATA = HVG) Aeroporto VALAN, Honningsvåg
- ENIS Aeroporto civile, Isfjord
- ENJA Aeroporto civile, Jan Mayen Island
- ENJB Aeroporto civile, Jarlsberg
- ENKA Aeroporto civile, Kautokeino
- ENKB (Codice IATA = KSU) Aeroporto di Kristiansund-Kvernberget, Kristiansund
- ENKJ Aeroporto civile, Kjeller
- ENKR (Codice IATA = KKN) Aeroporto HOEYBURTMOEN, Kirkenes
- ENLI Aeroporto civile, Lista Flyplass
- ENLK (Codice IATA = LKN) Aeroporto civile, Leknes
- ENMH (Codice IATA = MEH) Aeroporto civile, Mehamn
- ENML (Codice IATA = MOL) Aeroporto di Molde-Årø
- ENMR Aeroporto civile, Mehamn
- ENMS (Codice IATA = MJF) Aeroporto Kjaerstad, Mosjøen
- ENNA (Codice IATA = LKL) Aeroporto BANAK, Lakselv
- ENNK (Codice IATA = NVK) Aeroporto Framnes, Narvik
- ENNM (Codice IATA = OSY) Aeroporto civile, Namsos
- ENNO (Codice IATA = NTB) Aeroporto civile, Notodden
- ENOA Aeroporto civile, Oseberg
- ENOL (Codice IATA = OLA) Aeroporto civile, Orland Iii
- ENOV (Codice IATA = HOV) Aeroporto civile, Orsta-Volda Hovden
- ENPY Aeroporto civile, Pyramiden
- ENRA (Codice IATA = MQN) Aeroporto civile, Mo I Rana Rossvoll
- ENRM (Codice IATA = RVK) Aeroporto Ryum, Roervik
- ENRO (Codice IATA = RRS) Aeroporto civile, Røros
- ENRS (Codice IATA = RET) Aeroporto civile, Røst
- ENRY Aeroporto civile, Rygge
- ENSA Aeroporto civile, Svea
- ENSB (Codice IATA = LYR) Aeroporto Svalbard, Longyearbyen
- ENSD (Codice IATA = SDN) Aeroporto Anda, Sandane
- ENSF Aeroporto civile, Statfjorda
- ENSG (Codice IATA = SOG) Aeroporto Haukasen, Sogndal
- ENSH (Codice IATA = SVJ) Aeroporto Helle, Svolvær
- ENSK (Codice IATA = SKN) Aeroporto Skagen, Stokmarknes
- ENSN (Codice IATA = SKE) Aeroporto Geiteryggen, Skien
- ENSO (Codice IATA = SRP) Aeroporto Sorstukken, Stord
- ENSR (Codice IATA = SOJ) Aeroporto civile, Sorkjosen
- ENSS Aeroporto civile, Svartnes Vardø
- ENST (Codice IATA = SSJ) Aeroporto Stokka, Sandnessjøen
- ENTC (Codice IATA = TOS) Aeroporto di Tromsø-Langnes, Tromsø
- ENTO (Codice IATA = TRF) Aeroporto TORP, Sandefjørd
- ENVA (Codice IATA = TRD) Aeroporto VAERNES AB, Trondheim
- ENVD (Codice IATA = VDS) Aeroporto civile, Vadsø
- ENVR Aeroporto civile, Vaeory
- ENVY (Codice IATA = VRY) Aeroporto civile, Værøy
- ENZV (Codice IATA = SVG) Aeroporto di Stavanger-Sola, Stavanger

## EP - Polonia
- EPAR Aeroporto civile, Arlamow
- EPBA Aeroporto civile, Bielsko Biala Aleksandrowice
- EPBC Aeroporto di Varsavia-Babice, Varsavia
- EPBD Aeroporto civile, Bydgoszcz Biedaszkowo
- EPBK Aeroporto Krywlany, Białystok
- EPBP (Codice IATA = BXP) Aeroporto di Biała Podlaska
- EPBY (Codice IATA = BZG) Aeroporto civile di Bydgoszcz-Szweredowo Ignacy Jan Paderewski, Bydgoszcz
- EPCH Aeroporto civile, Częstochowa-Rudniki
- EPDA Aeroporto civile, Darlowek
- EPDE Aeroporto civile, Dęblin
- EPDR Aeroporto civile, Drawsko Pomorskie
- EPEL Aeroporto civile, Elbląg
- EPGD (Codice IATA = GDN) Aeroporto di Danzica-Lech Wałęsa, Danzica
- EPGG Aeroporto civile, Głogów
- EPGI Aeroporto di Grudziądz-Lisie Kąty
- EPGL Aeroporto civile, Gliwice
- EPIN Aeroporto civile, Inowrocław Civil
- EPIR Aeroporto civile, Inowroclaw Mil
- EPIW Aeroporto civile, Iwonicz
- EPJA Aeroporto civile, Jastarnia
- EPJG Aeroporto civile, Jelenia Góra
- EPKA Aeroporto civile, Kielce-Masłów
- EPKB Aeroporto civile, Konin Kazimierz
- EPKE Aeroporto civile, Kętrzyn
- EPKK (Codice IATA = KRK) Aeroporto di Cracovia-Balice, Cracovia
- EPKM Aeroporto civile, Katowice-Muchowiec
- EPKN Aeroporto civile, Opole-Kamień Śląski
- EPKO (Codice IATA = OSZ) Aeroporto civile, Koszalin-Zegrze Pomorskie
- EPKP Aeroporto civile, Pobiednik Wielki
- EPKR Aeroporto civile, Krosno
- EPKS Aeroporto civile, Krzesiny
- EPKT (Codice IATA = KTW) Aeroporto di Katowice-Pyrzowice, Katowice
- EPKY Aeroporto civile, Krasiczyn
- EPKZ Aeroporto civile, Kazimierz Śląski
- EPLB (Codice IATA = QLU) Aeroporto di Lublino
- EPLK Aeroporto civile, Łask
- EPLL (Codice IATA = LCJ) Aeroporto di Łódź-Lubinek
- EPLN Aeroporto civile, Lansk
- EPLR Aeroporto civile, Lublino-Radawiec
- EPLS Aeroporto civile, Leszno-Strzyewice
- EPLU Aeroporto civile, Lubin
- EPLY Aeroporto civile, Łęczyca
- EPMB Aeroporto civile, Malbork
- EPMI Aeroporto civile, Mirosławiec
- EPMJ Aeroporto civile, Mikołajki
- EPML Aeroporto civile, Mielec
- EPMM Aeroporto civile, Mińsk Mazowiecki
- EPMO (Codice IATA = WMI) Aeroporto della Masovia di Varsavia-Modlin
- EPMU Aeroporto civile, Muzszaki
- EPND Aeroporto civile, Nowa Dęba
- EPNL Aeroporto civile, Nowy Sącz-Łososina Dolna
- EPNM Aeroporto civile, Nowe Miasto
- EPNT Aeroporto civile, Nowy Targ
- EPOD Aeroporto civile, Olsztyn-Dajtky
- EPOK (Codice IATA = QYD) Aeroporto di Gdynia-Kosakowo
- EPOL Aeroporto civile, Olesno
- EPOM Aeroporto civile, Ostrów Wielkopolski-Michałków
- EPOP Aeroporto civile, Opole-Polska Nowa Wieś
- EPPI Aeroporto civile, Piła
- EPPK Aeroporto civile, Poznan Kobylnica
- EPPL Aeroporto civile, Płock
- EPPO (Codice IATA = POZ) Aeroporto di Poznań-Ławica Henryk Wieniawski
- EPPR Aeroporto civile, Pruszcz Gdański
- EPPT Aeroporto civile, Piotrków Trybunalski / Piotrków Trybunalski
- EPPW Aeroporto civile, Powidz
- EPRA (Codice IATA = RDO) Aeroporto di Radom-Sadków
- EPRG Aeroporto civile, Rybnik-Gotartowice
- EPRJ Aeroporto civile, Rzeszów
- EPRP Aeroporto civile, Radom Piastow
- EPRZ (Codice IATA = RZE) Aeroporto di Rzeszów-Jasionka, Rzeszów
- EPSC (Codice IATA = SZZ) Aeroporto di Stettino-Goleniów Solidarność, Stettino
- EPSD Aeroporto civile, Szczechin-Dabie
- EPSK (Codice IATA = OSP) Aeroporto di Słupsk-Redzikowo, Słupsk
- EPSN Aeroporto civile, Świdwin
- EPSO Aeroporto civile, Sochaczew
- EPSR Aeroporto civile, Krępa Słupska
- EPST Aeroporto civile, Stalowa Wola Turbia
- EPSU Aeroporto civile, Suwałki
- EPSW Aeroporto civile, Świdnik
- EPSY Aeroporto civile, Szymany
- EPTM Aeroporto civile, Tomaszów Mazowiecki
- EPTO Aeroporto civile, Toruń
- EPWA (Codice IATA = WAW) Aeroporto di Varsavia-Okęcie Fryderyk Chopin, Varsavia
- EPWK Aeroporto civile, Włocławek-Kruszyn
- EPWR (Codice IATA = WRO) Aeroporto di Breslavia-Strachowice Niccolò Copernico, Breslavia
- EPWS Aeroporto civile, Wrocław Szymanow
- EPZA Aeroporto civile, Zamość Mokre
- EPZG (Codice IATA = IEG) Aeroporto di Zielona Góra-Babimost, Zielona Góra
- EPZN Aeroporto civile di Żagań-Tomaszowo
- EPZP Aeroporto civile di Zielona Góra-Przylep
- EPZR Aeroporto civile, Żar

## ES - Svezia
- ESCA Aeroporto civile, Stockholm Air Base
- ESCF Aeroporto civile, Linköping / Malmen
- ESCK Aeroporto Bravalla, Norrköping
- ESCL (Codice IATA = SOO) Aeroporto civile, Söderhamn
- ESCM Aeroporto civile, Uppsala
- ESCN Aeroporto civile, Stoccolma-Tullinge
- ESCY Aeroporto civile, Nyköping Nyge
- ESDA Aeroporto civile, Ljungbyhed
- ESDB (Codice IATA = AGH) Aeroporto Angelholm, Helsingborg - Tälje
- ESDF (Codice IATA = RNB) Aeroporto Kallinge, Ronneby
- ESFH Aeroporto civile, Hasslösa
- ESFI Aeroporto civile, Knislinge
- ESFJ Aeroporto civile, Sjöbo
- ESFM Aeroporto civile, Moholm
- ESFQ Aeroporto civile, Kosta
- ESFR Aeroporto civile, Råda
- ESFS Aeroporto civile, Sandvik
- ESFU Aeroporto civile, Växjö Urasa
- ESFY Aeroporto civile, Byholma
- ESGA Aeroporto civile, Backamo
- ESGC Aeroporto civile, Ålleberg
- ESGD Aeroporto civile, Tidaholm
- ESGE Aeroporto civile, Borås Viared
- ESGF Aeroporto civile, Falkenberg Morup
- ESGG (Codice IATA = GOT) Aeroporto di Göteborg-Landvetter
- ESGH Aeroporto civile, Herrijunga
- ESGI Aeroporto civile, Alingsås
- ESGJ (Codice IATA = JKG) Aeroporto Axamo, Jönköping Flygplats
- ESGK Aeroporto civile, Falköping
- ESGL (Codice IATA = LDK) Aeroporto civile, Lidköping
- ESGM Aeroporto civile, Öresten
- ESGN Aeroporto civile, Götene Brannebrona, Götene
- ESGO Aeroporto civile, Vårgårda
- ESGP (Codice IATA = GSE) Aeroporto di Göteborg-City
- ESGR (Codice IATA = KVB) Aeroporto civile, Skövde
- ESGS Aeroporto Nasinge, Strömstad
- ESGT (Codice IATA = THN) Aeroporto Vänersborg, Trollhättan
- ESGU Aeroporto civile, Uddevalla Rorkarr
- ESGV Aeroporto civile, Varberg
- ESGX Aeroporto civile, Borås-Viared
- ESGY Aeroporto civile, Säffle
- ESHB Eastern Hospital / Ostra Sjukhuset, Göteborg
- ESHC Southern Hospital / Soder Sjukhuset, Stoccolma
- ESHE (Codice IATA = JLD) Eliporto, Landskrona
- ESHG Aeroporto Gamla Stan, Stoccolma
- ESHH (Codice IATA = AGH) Aeroporto ANGELHOLM HARBOR, Helsingborg
- ESHK Aeroporto civile, Stoccolma Karolinska
- ESHL Huddinge Hospital / Huddinge Sjukhuset, Stoccolma
- ESHM (Codice IATA = JMM) Harbour Heliport, Malmö Heliport
- ESHN Aeroporto civile, Nacka
- ESHO Aeroporto Hospital / Sjukhuset, Skövde
- ESHR Aeroporto civile, Åkersberga
- ESHS Aeroporto civile, Göteborg Sahlgrenska
- ESHT Aeroporto civile, Stockholm Gardet
- ESHU Akademiska Hospital / Akademiska Sjukhuset, Uppsala
- ESHV Aeroporto civile, Vaxholm
- ESHW Hospital / Sjukhuset, Västervik
- ESIA Aeroporto civile, Karlsborg
- ESIB Aeroporto civile, Såtenäs
- ESKA Aeroporto civile, Gimo
- ESKB Aeroporto Barkarby, Stoccolma
- ESKC Aeroporto civile, Sundbro
- ESKD Aeroporto civile, Dala-Järna
- ESKG Aeroporto civile, Gryttjom
- ESKH Aeroporto civile, Ekshärad
- ESKK (Codice IATA = KSK) Aeroporto civile, Karlskoga
- ESKM (Codice IATA = MXX) Aeroporto Siljan, Mora
- ESKN (Codice IATA = NYO) Aeroporto di Stoccolma-Skavsta, Nyköping / Stoccolma Sud
- ESKO Aeroporto civile, Munkfors
- ESKR Communications Stn., Stockholm Radio
- ESKS Aeroporto civile, Strängnäs
- ESKT Aeroporto civile, Tierp
- ESKU Aeroporto civile, Sunne
- ESKV Aeroporto civile, Arvika
- ESKX Aeroporto civile, Björkvik
- ESMA Aeroporto civile, Emmaboda
- ESMB Aeroporto civile, Borglanda
- ESMC Aeroporto civile, Eksjö Ranneslatt
- ESMD Aeroporto civile, Hässleholm
- ESME Aeroporto civile, Eslöv
- ESMF Aeroporto civile, Fagerhult
- ESMG Aeroporto Feringe, Ljungby
- ESMH Aeroporto civile, Höganäs
- ESMI Aeroporto civile, Sövdeborg
- ESMJ Aeroporto civile, Kågeröd
- ESMK (Codice IATA = KID) Aeroporto Everod, Kristianstad
- ESML (Codice IATA = JLD) Aeroporto Viarp, Landskrona
- ESMN Aeroporto civile, Byholma / Lund
- ESMO (Codice IATA = OSK) Aeroporto civile, Oskarshamn
- ESMP Aeroporto civile, Anderstorp
- ESMQ (Codice IATA = KLR) Aeroporto civile, Kalmar
- ESMR Aeroporto civile, Tremblador-Monagas
- ESMS (Codice IATA = MMX) Aeroporto di Malmö-Sturup
- ESMS (Codice IATA = MMA) Aeroporto civile, Malmö
- ESMT (Codice IATA = HAD) Air Base, Halmstad
- ESMU Aeroporto civile, Mockeln
- ESMV Aeroporto civile, Hagshult
- ESMW Aeroporto civile, Tingsyrd
- ESMX (Codice IATA = VXO) Aeroporto Kronoberg / Urasa, Växjö
- ESMY Aeroporto civile, Smålandsstenar
- ESMZ Aeroporto civile, Byxelkrok, Öland
- ESNA Aeroporto civile, Hallviken
- ESNB Aeroporto civile, Sollefteå
- ESNC Aeroporto Hedlanda, Hede
- ESND (Codice IATA = EVG) Aeroporto civile, Sveg
- ESNE Aeroporto civile, Överkalix Naisheden
- ESNF Aeroporto civile, Färila
- ESNG (Codice IATA = GEV) Aeroporto civile, Gällivare
- ESNH (Codice IATA = HUV) Aeroporto civile, Hudiksvall
- ESNI Aeroporto civile, Kubbe
- ESNJ Aeroporto civile, Jokkmokk
- ESNK (Codice IATA = KRF) Aeroporto Kramfors Flygplats, Kramfors
- ESNL (Codice IATA = LYC) Aeroporto civile, Licksele
- ESNM Aeroporto civile, Optand
- ESNN (Codice IATA = SDL) Aeroporto Härnösand, Sundsvall
- ESNO (Codice IATA = OER) Aeroporto Örnsköldsvik, Örnosköldsvik
- ESNP Aeroporto civile, Piteå
- ESNQ (Codice IATA = KRN) Aeroporto civile, Kiruna
- ESNR Aeroporto civile, Orsa
- ESNS (Codice IATA = SFT) Aeroporto civile, Skellefteå
- ESNT Aeroporto civile, Sattna
- ESNU (Codice IATA = UME) Aeroporto Alvik, Umeå
- ESNV (Codice IATA = VHM) Aeroporto civile, Vilhelmina
- ESNX (Codice IATA = AJR) Aeroporto di Arvidsjaur, Arvidsjaur
- ESNY Aeroporto civile, Söderhamn
- ESOE (Codice IATA = ORB) Aeroporto Bofors, Örebro
- ESOH (Codice IATA = HFS) Aeroporto civile, Hagfors
- ESOK Aeroporto di Karlstad, Karlstad
- ESOL Aeroporto civile, Storvik Lemstanas
- ESOR Aeroporto civile, Rescue Coordination Center
- ESOW (Codice IATA = VST) Aeroporto di Stoccolma-Västerås
- ESPA (Codice IATA = LLA) Aeroporto Kallax, Luleå
- ESPC (Codice IATA = OSD) Aeroporto Frösö / Froson Air Base, Östersund
- ESPD Aeroporto civile, Gunnarn
- ESPE Aeroporto civile, Vidsel
- ESPG Aeroporto civile, Boden
- ESPJ Aeroporto civile, Heden
- ESQO Aeroporto civile, Arboga
- ESQP Aeroporto civile, Berga
- ESSA (Codice IATA = ARN) Aeroporto di Stoccolma-Arlanda
- ESSB (Codice IATA = BMA) Aeroporto di Stoccolma-Bromma
- ESSC Aeroporto Ekeby, Eskilstuna
- ESSD (Codice IATA = BLE) Aeroporto Dala, Borlänge
- ESSE Aeroporto Ska-Ederby, Stoccolma
- ESSF (Codice IATA = HLF) Aeroporto Air Force Base, Hultsfred
- ESSG Aeroporto civile, Ludvika
- ESSH Aeroporto civile, Laxå
- ESSI Aeroporto civile, Visingsö
- ESSK (Codice IATA = GVX) Aeroporto Sandviken Air Force Base, Gävle
- ESSL (Codice IATA = LPI) Aeroporto Saab, Linköping
- ESSM Aeroporto civile, Battforsheden
- ESSN Aeroporto civile, Norrtälje
- ESSP (Codice IATA = NRK) Aeroporto Kungsangen, Norrköping
- ESSQ (Codice IATA = KSD) Aeroporto civile, Karlstad
- ESST (Codice IATA = TYF) Aeroporto Fryklanda, Torsby
- ESSU (Codice IATA = EKT) Aeroporto civile, Eskilstuna
- ESSV (Codice IATA = VBY) Aeroporto civile, Visby
- ESSW (Codice IATA = VVK) Aeroporto civile, Västervik
- ESSX Aeroporto Johannisberg, Västerås
- ESSZ Aeroporto civile, Vängsö
- ESTL Aeroporto civile, Ljungbyhed
- ESTO Aeroporto civile, Tomelilla
- ESUA Aeroporto civile, Åmsele
- ESUB Aeroporto civile, Arbrå
- ESUD (Codice IATA = SQO) Aeroporto civile, Storuman
- ESUE (Codice IATA = IDB) Aeroporto civile, Idre
- ESUF Aeroporto civile, Fällfors
- ESUG Aeroporto civile, Gargnäs
- ESUH Aeroporto Myran, Härnösand
- ESUJ Aeroporto Talje, Ånge
- ESUK Aeroporto civile, Kalixfors
- ESUL Aeroporto civile, Ljusdal
- ESUM Aeroporto civile, Mohed
- ESUP Aeroporto civile, Pajala
- ESUR Aeroporto civile, Ramsele
- ESUS Aeroporto civile, Åsele
- ESUT Aeroporto civile, Hemavan
- ESUV Aeroporto civile, Älvsbyn
- ESUY Aeroporto civile, Edsbyn
- ESVA Aeroporto civile, Avestā
- ESVG Aeroporto civile, Gagnef
- ESVH Aeroporto civile, Hällefors
- ESVK Aeroporto civile, Katrineholm
- ESVM Aeroporto civile, Malung
- ESVQ Aeroporto civile, Köping
- ESVS Aeroporto civile, Siljansnäs

## ET - Germania
- ETAA Air Base - US COM/NOTAM CTR, Francoforte sul Meno
- ETAD Aeroporto civile, Spangdahlem
- ETAR (Codice IATA = RMS) Ramstein Air Base, Ramstein-Miesenbach
- ETAS (Codice IATA = SEX) United States Air Force Operated Base In Foreign Country, Sembach
- ETAV Military Meteorological Centre, Siegenburg
- ETBA Merzbruck Military Air Base, Aquisgrana
- ETBB Air Base, Butzweilerhof
- ETBW Military Meteorological Centre, Weiden
- ETCC Military Communications Centre, Goch
- ETCE Albstadt Military Com Center, Mebstetten
- ETCH Military Communications Centre, Hürth
- ETCK Military Communications Centre, Kalkar
- ETCM Military Communications Centre, Münster
- ETCW Military Com Center Wahn, Colonia
- ETCX Military Communications Centre, Mechernich
- ETCZ MIL ATS Office, Francoforte sul Meno
- ETEB Katterbach Military Heliport, Ansbach
- ETED Military Heliport, Kaiserslautern
- ETEE Military AFOD, Heidelberg
- ETEF Air Base, Babenhausen
- ETEH Air Base, Bad Kreuznach
- ETEJ Air Base, Bamberga
- ETEK Air Base, Baumholder
- ETEP Military Heliport, Büdingen
- ETEU Air Base, Giebelstadt
- ETEW Military Heliport, Fürth
- ETEZ Military Heliport, Germersheim
- ETFB Air Base, Brema
- ETFC Military Communications Centre, Francoforte sul Meno
- ETFD Air Base, Düsseldorf
- ETFR RAF Air Station, Ramstein
- ETFT Tempelhof Air Base, Berlino
- ETGA Military Meteorological Communications Subcentre, Ankum
- ETGB Military Meteorological Center, Bergen
- ETGE Military Meteorological Centre, Emden
- ETGF Military Meteorological Centre, Fritzlar
- ETGG Meierwik - Navy Meteorological Center, Gluecksburg
- ETGH Army Meteorological Center, Coblenza
- ETGI Military Meteorological Centre, Idar-Oberstein
- ETGJ Military Meteorological Communications Subcentre, Jengen
- ETGK Military Meteorological Centre, Kuemmersruck
- ETGL Air Force Meteorological Centre, Münster
- ETGM Military Meteological Centre, Meppen
- ETGN Military Meteorological Communications Subcentre, Bredestedt
- ETGO Military Meteorological Communications Subcentre, Fürstenwalde
- ETGP Army Meteorological Center, Podsdam
- ETGR Army Meteorological Center, Münster
- ETGS Military Meteological Centre, Sigmaringen
- ETGT Trarbach Military Meteological Centre, Traven
- ETGU Army Meteorological Center, Ulma
- ETGV Military Meteological School, Fürstenfeldbruck
- ETGW Military Meteological Centre, Wittstock
- ETGX Aeroporto civile
- ETGY Military Meteological Regional Center, Kalkar
- ETGZ Military Meteological Regional Center, Meßstetten
- ETHA Air Base, Altenstadt
- ETHB Air Base, Bueckeburg
- ETHC Air Base, Celle
- ETHE Bentlage Air Base, Rheine
- ETHF Air Base, Fritzlar
- ETHH Hardthoehe Air Base, Bonn
- ETHI Air Base, Itzehoe
- ETHL Air Base, Laupheim
- ETHM Air Base, Mendig
- ETHN Air Base, Niederstetten
- ETHR Air Base, Roth
- ETHS Air Base, Faßberg
- ETHT (Codice IATA = CBU) Aeroporto Cottbus Flugplatz - Air Base, Cottbus
- ETIC Air Base, Grafenwoehr
- ETID Air Base, Hanau
- ETIE (Codice IATA = HDB) Air Base, Heidelberg
- ETIH Air Base, Hohenfels
- ETIK Army Air Field, Illesheim
- ETIN Air Base, Kitzingen
- ETIP Air Base Military Heliport, Landstuhl
- ETIT Military Hospital Heliport, Norimberga
- ETIU Military Hospital Heliport, Heidelberg
- ETIY Military Met FRCST Ctr, Landstuhl
- ETJA Military Hospital Heliport, Kalkar
- ETJC Mil. CAOC/APA Center, Meßstetten
- ETME Mil. CAOC/APA South, Eggebek
- ETMK Air Base, Kiel-Holtenau
- ETMN (Codice IATA = NDZ) Air Base, Nordholz
- ETNA Air Base, Ahlhorn
- ETNB Aeroporto Tegel Mil AIS, Berlino
- ETND Air Base, Diepholz
- ETNG (Codice IATA = GKE) NATO Air Force Base, Geilenkirchen
- ETNH Air Base, Hohn
- ETNI Air Base, Briest
- ETNJ Air Base, Jever
- ETNK Air Base AIS, Colonia
- ETNL (Codice IATA = RLG) Aeroporto di Rostock-Laage, Rostock
- ETNN Air Base, Noervenich
- ETNP Air Base, Hopsten
- ETNR Air Base, Preschen
- ETNS Jagel Air Base, Schleswig
- ETNT Air Base, Wittmundhaven
- ETNU Air Base, Neubrandenburg / Trollenhagen
- ETNW Air Base, Wunstorf
- ETOA Air Base, Schweinfurt
- ETOC Air Base, Echeterdingen
- ETOI Air Base, Vilseck
- ETOJ Mil. BD. Godesberg Heliport, Bonn
- ETOK Military North Heliport, Francoforte sul Meno
- ETOM Military Heliport, Worms
- ETOQ US Army Asdeur, Heidelberg
- ETOR (Codice IATA = MHG) Coleman Air Base, Mannheim
- ETOU Military Heliport, Wiesbaden
- ETOW Air Base, Wildflecken
- ETOY Air Base, Leighton Barracks Air Base
- ETRA Land Rescue Service, Goch
- ETRB Sea Rescue Service, Glücksburg
- ETSA Air Base, Landsberg am Lech
- ETSB Air Base, Buechel
- ETSE Air Base, Erding
- ETSF (Codice IATA = FEL) Air Base, Fuerstenfeldbruck
- ETSH Air Base, Holzdorf
- ETSI Air Base, Ingolstadt
- ETSL Air Base, Lechfeld
- ETSM Air Base, Memmingen
- ETSN Donau Air Base, Neuburg
- ETSP Air Base, Pferdsfeld
- ETUD Air Base, Detmold
- ETUK RAF German HQ, Rheindahlen
- ETUL RAF Air Station, Laarbruch
- ETUN Range Military Met. Center, Nordhorn
- ETUO (Codice IATA = GUT) RAF Air Station, Gütersloh
- ETUR (Codice IATA = BGN) Air Base, Brueggen
- ETWM Air Base, Meppen

## EV - Lettonia
- EVAA Aeroporto civile, Aizpute
- EVBA Aeroporto civile, Griva
- EVCA Aeroporto civile, Cessis
- EVDA Aeroporto civile, Daugavpils
- EVEA Aeroporto civile, Jelgava
- EVFA Aeroporto civile, Vaiņode
- EVGA Aeroporto civile, Lielvārde
- EVHA Aeroporto civile, Limbaži
- EVIA Aeroporto civile, Cirvana
- EVJA Aeroporto civile, Kuldīga
- EVKA Aeroporto civile, Krustpils
- EVLA Aeroporto civile, Liepāja
- EVMA Aeroporto civile, Augstkaine
- EVNA Aeroporto civile, Rēzekne
- EVPA Aeroporto civile, Ikshkile
- EVRA (Codice IATA = RIX) Aeroporto Internazionale di Riga
- EVRC Aeroporto civile, Riga Città
- EVRS Aeroporto civile, Riga Spilve
- EVTA Aeroporto civile, Tukums
- EVVA Aeroporto civile, Ventspils

## EY - Lituania
- EYAL Aeroporto civile, Alytus
- EYBI Aeroporto civile, Biržai
- EYDR Aeroporto civile, Druskininkai
- EYJU Aeroporto civile, Jurbarkas
- EYKA (Codice IATA = KUN) Aeroporto di Kaunas
- EYKD Aeroporto civile, Kėdainiai
- EYKG Aeroporto civile, Kaunas Gamykla
- EYKI Aeroporto civile, Kaišiadorys
- EYKL Aeroporto civile, Klaipėda
- EYKR Aeroporto civile, Kazlu Ruda Mil
- EYKS Aeroporto civile, Kaunas Aleksotas
- EYKT Aeroporto civile, Kartena
- EYMA Aeroporto civile, Mazeikiai Tirksliai
- EYMM Aeroporto civile, Marijampolė Sasnava
- EYNA Aeroporto civile, Naujoji Akmenė
- EYND Aeroporto civile, Nida
- EYPA (Codice IATA = PLQ) Aeroporto Internazionale di Palanga
- EYPI Aeroporto civile, Panevėžys Istra
- EYPN Aeroporto civile, Panevėžys
- EYPP Aeroporto civile, Panevėžys Pajuostis Mil
- EYPR Aeroporto civile, Prienai Pociunai
- EYRK Aeroporto civile, Rokiškis
- EYSA Aeroporto Internazionale di Šiauliai
- EYSE Aeroporto civile, Šeduva
- EYSI Aeroporto civile, Šilutė
- EYTL Aeroporto civile, Telšiai
- EYVI (Codice IATA = VNO) Aeroporto Internazionale di Vilnius
- EYVK Aeroporto civile, Vilnius Kyviskes
- EYVP Aeroporto civile, Vilnius Paluknys
- EYZA Aeroporto civile, Zarasai